# رامس

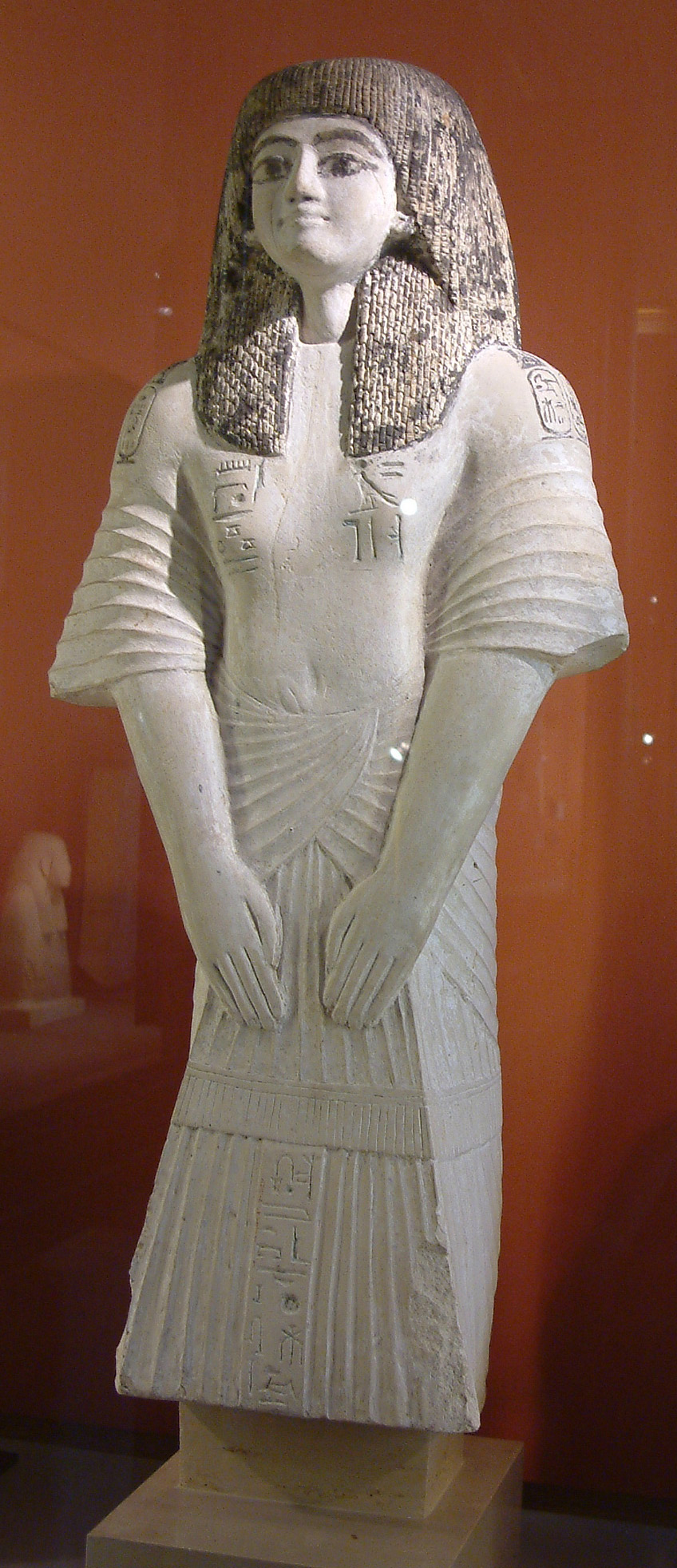
مجسمه‌ای از سنگ آهک براق و نقاشی‌شده که با خط هیروگلیف مصری و کارتوش (که نشان از بلندپایه‌بودن «رامُس» دارد).

رامُس (انگلیسی: Ramose) یک کاتب و صنعت‌گر مصر باستان بود که در شهر قدیمی «دیر المدینه» واقع بر کرانهٔ باختری رود نیل و مقابل شهر باستانی تبای (تِبس) در دوران حکمرانی رامسس دوم زندگی می‌کرد.
او در حدود سال‌های ۵ تا ۳۸ سلطنت رامسس دوم، منصب «کاتب مقبره» - بالاترین مقام اداری یک کاتب در دیرالمدینه - را داشت. او را در مقبره‌ای در گورستان روستا به خاک سپردند.
رامُس در مجموع سه مقبره TT7، TT212 و TT250 برای خود در گورستان تبای ایجاد کرد.
لقب وی «کاتب مکان حقیقت» بود. مکان حقیقت نام باستانی شهر دیرالمدینه بود. رامُس به سبب مقبره‌های متعدد و بناهای تاریخی متعددی که از خود به جای گذاشته، احتمالاً ثروتمندترین فردی است که تا آن زمان در دیرالمدینه زندگی کرده‌است.